# Françoise Delbart
Pour les articles homonymes, voir Bornet.
Françoise Bornet, née Françoise Delbart le 18 avril 1930 dans le 16e arrondissement de Paris et morte le 25 décembre 2023 à Évreux, est une actrice française. Elle apparaît sur la photographie Le Baiser de l'hôtel de ville de  Robert Doisneau.

## Biographie
Françoise Delbart naît le 18 avril 1930 dans le 16e arrondissement de Paris.
En 1950, alors qu'elle est apprentie comédienne au Cours Simon, elle est repérée avec son compagnon Jacques Carteaud à la terrasse d'un café parisien par le photographe Robert Doisneau. Le couple pose dans divers lieux de la capitale, en particulier devant l'hôtel de ville qui donne le célèbre cliché Le Baiser de l'hôtel de ville.
Le couple se sépare ensuite, et Françoise Delbart interprète ensuite quelques rôles au cinéma, dont Les Grandes familles de Denys de La Patellière avec Jean Gabin.
Plus tard, elle épouse Alain Bornet, réalisateur de films publicitaires pour lesquelles elle fera différentes voix off. Elle arrête alors sa carrière d'actrice.
Au début des années 1990, après que plusieurs couples eurent dit se reconnaître sur la photo du Baiser, dont les Lavergne qui attaquent Doisneau, Françoise Bornet se manifeste comme étant la femme du cliché. Elle réclame 100 000 francs de dommages et intérêts, et un pourcentage sur l'utilisation de la photo. Robert Doisneau la reconnaît comme étant la comédienne qu'il avait engagée. Malgré tout, le tribunal de grande instance de Paris la déboute en 1993, Doisneau indiquant avoir rémunéré les comédiens , à auteur de 500 francs selon Jacques Carteaud. Le tribunal réfute également le droit à l'image, considérant qu'elle n'est pas reconnaissable sur la photo.
En 2005, Françoise Bornet met aux enchères le tirage argentique du Baiser de l'hôtel de ville, qui lui avait été offert par Doisneau quelques jours après la prise de vue, afin de financer une société de production de documentaires et aider les jeunes réalisateurs. Les enchères, organisées par la maison Artcurial Briest-Poulain-Le Fur, atteignent le montant record de 155 000 euros (hors frais).
Elle meurt le 25 décembre 2023 à Évreux où elle vivait seule, après une chute.

## Filmographie
- 1953 : Virgile de Carlo Rim - Furet
- 1954 : Crainquebille de Ralph Habib - Une dame s'occupant de la loterie
- 1954 : C'est... la vie parisienne de Alfred Rode
- 1955 : Les Hommes en blanc de Ralph Habib - Mme Sarrazin
- 1956 : Les Truands de Carlo Rim - La mère des jumeaux
- 1956 : Club de femmes de Ralph Habib - Chounette
- 1956 : Les Grandes familles de Denys de La Patellière - Isabelle de La Monerie
- 1958 : Prisons de femmes de Maurice Cloche
- 1959 : Le Petit Prof de Carlo Rim - La mère des triplés
- 1959 : Minute papillon de Jean Lefèvre - Florence
- 1968 : L'Homme à la Buick de Gilles Grangier - l'accompagnatrice

## Théâtre
- 1960 : Un ange qui passe de Pierre Brasseur, mise en scène de l'auteur, Théâtre des Célestins
- 1962 : Johnnie Cœur de Romain Gary, mise en scène François Périer, Théâtre de la Michodière
- 1963 : Le Troisième Témoin de Dominique Nohain, mise en scène de l'auteur, Théâtre Charles de Rochefort